# 類家
類家（るいけ）は、青森県八戸市の一地区。類家一丁目から五丁目まで存在する。類家一族が存在する。

## 地理
八戸市の中央部に位置し、北に柏崎、南に南類家、田向、東に新井田川、西に中心市街地、吹上と接する。
もともと田園地帯だったため平坦な土地が多い。宅地化に合わせ都市公園やグリーンベルト（高圧電線地帯）の整備も進んだ。
鉄道の駅は無い。幹線道路は、国道45号（通称八戸バイパス）、市道3・4・5街路（国道45号線から八戸市立市民病院に繋がる2車線道路）、市道3・4・8街路（ゆりの木通り）、市道3・4・20街路（国道45号線から吹上に繋がる4車線道路）、市道3・5・18街路に面している。これらの幹線道路は八戸市営バスと南部バスのバス路線になっているほか、いずれにも側道が存在し渋滞の緩和に役立てられている。
国道45号線周辺、ゆりの木道路沿い等に近隣商業地が沿線に立地している。また、市民センターや、八戸東高等学校もある。八戸市中心市街地から2・3キロメートルの距離にあるため、交通の利便性も良い。八戸市マスタープランによると類家地区は緑化の推進や、歩道などの公共空間のバリアフリー化により居住環境の向上を図る地区に盛り込まれている。

## 世帯数と人口
2017年（平成29年）4月30日現在の世帯数と人口は以下の通りである。
| 丁目       | 世帯数    | 人口    |
| ---------- | --------- | ------- |
| 類家一丁目 | 427世帯   | 746人   |
| 類家二丁目 | 216世帯   | 423人   |
| 類家三丁目 | 238世帯   | 523人   |
| 類家四丁目 | 232世帯   | 539人   |
| 類家五丁目 | 695世帯   | 1,438人 |
| 計         | 1,808世帯 | 3,669人 |

## 歴史
類家の地名が登場する最も古い文書は、元和3年（1617年）の「一るいけ」で、南部直利知状の南部家文書に記されている。時を同じくして根城南部氏の支配下に組み込まれた。翌年の知行目録には「るい家」という記述が残っている。初めて地図に記されたのは正保4年（1647年）「類家村」として南部領内総絵図に登場する。この年の村の様子を書いた郷村帳の記録によると類家は140石余あり51％を田が占めていた。
寛文4年（1664年）、南部藩から八戸藩が独立した事を受け、類家村は八戸藩に入る。
- 館花には永享年間に類家（橘）氏が居住したとされる。
- 現在の類家一帯は、新田川低地、又は類家たんぼと呼ばれる低湿地になっていて水田に利用されていた。[3]
- 1972年（昭和47年）現在の国道45号八戸バイパスが完成し、土地区画整理事業により宅地造成がはじまる。
  - その後、住居表示実施等を経て現在の形となっている。

### 町名の変遷
- 1889年（明治22年）4月1日 - 町村制施行により類家村、糠塚村、田向村、中居林村、石手洗村が合併し三戸郡長者村が発足。三戸郡長者村大字類家字〇〇となる。
- 1901年（明治34年）7月1日 - 同郡八戸町と合併し八戸町を新設。三戸郡八戸町大字類家字○○となる。
- 1976年（昭和51年）9月1日 - 住居表示により類家、青葉、諏訪の各町名を設置。
- 1978年（昭和53年）2月1日 - 住居表示により柏崎、小中野の各町名を設置。
- 1986年（昭和61年）2月17日 - 住居表示により吹上一･三丁目の各一部となる。
- 1997年（平成9年）3月18日 - 住居表示により類家四･五丁目、南類家の各一部となる。
- 2004年（平成16年）1月31日 - 住居表示により字小僧淵が新井田西一丁目の一部となる。

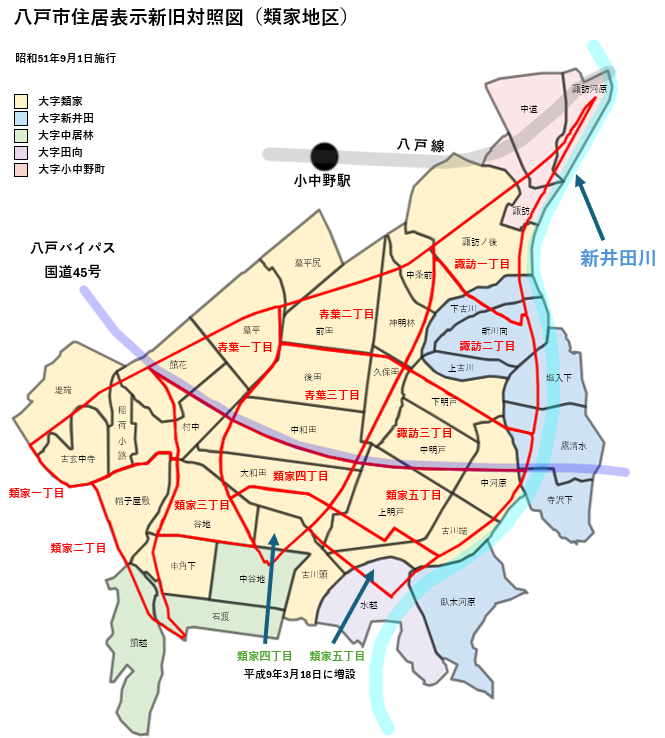
八戸市類家地区での住居表示における新旧対照図。

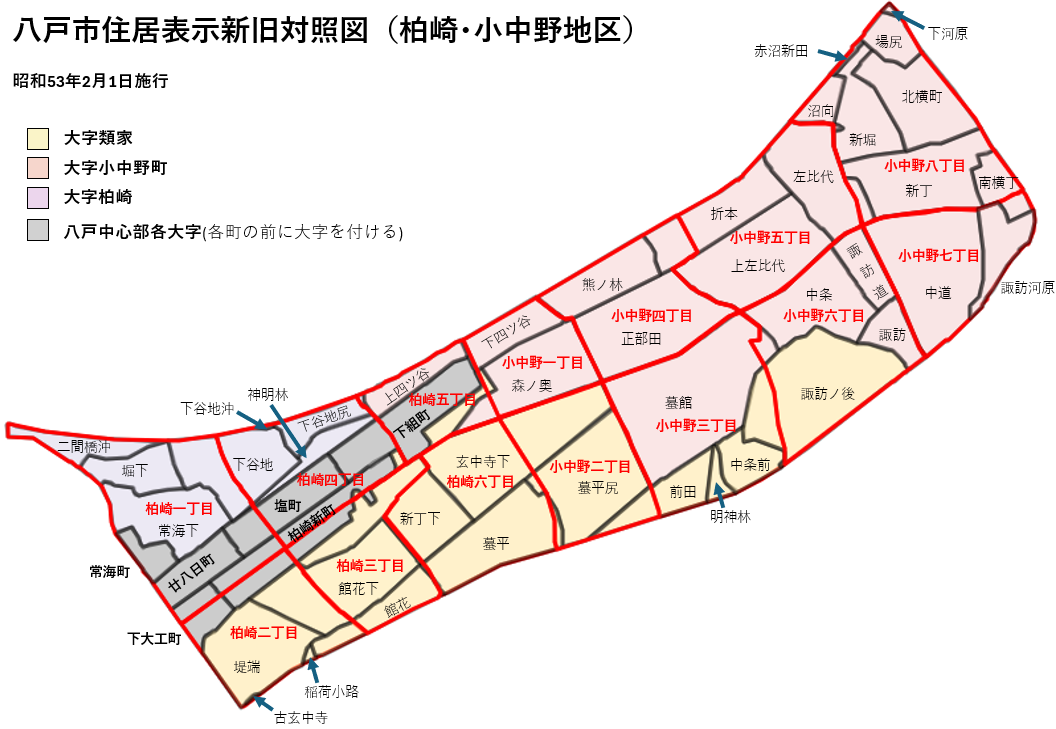
八戸市柏崎･小中野地区での住居表示における新旧対照図。

| 実施後     | 実施年月日   | 実施前（太文字は字の全部、それ以外は字の一部）                                               |
| ---------- | ------------ | -------------------------------------------------------------------------------------------- |
| 類家一丁目 | 1976年9月1日 | 大字類家字稲荷小路、堤端、古玄中寺、館花、村中                                               |
| 類家二丁目 | 1976年9月1日 | 大字類家字帽子屋敷、谷地、申角下、大字中居林字館越、石渡                                     |
| 類家三丁目 | 1976年9月1日 | 大字類家字館花、村中、中和田、大和田、谷地                                                   |
| 類家四丁目 | 1976年9月1日 | 大字類家字中和田、大和田、谷地                                                               |
| 類家五丁目 | 1976年9月1日 | 大字類家字大和田、中和田、上明戸、中明戸、中河原、古川端、大字新井田字塩入下                 |
| 青葉一丁目 | 1976年9月1日 | 大字類家字館花、中和田、蟇平、村中                                                           |
| 青葉二丁目 | 1976年9月1日 | 大字類家字蟇平、蟇平尻、前田、神明林、中条前、久保田                                         |
| 青葉三丁目 | 1976年9月1日 | 大字類家字後田、久保田、中和田                                                               |
| 諏訪一丁目 | 1976年9月1日 | 大字類家字諏訪ノ後、大字新井田字下古川、新川向、大字小中野町字諏訪、中道、諏訪河原           |
| 諏訪二丁目 | 1976年9月1日 | 大字類家字中条前、神明林、下明戸、中河原、大字新井田字上古川、下古川、新川向、塩入下、鷹清水 |
| 諏訪三丁目 | 1976年9月1日 | 大字類家字久保田、下明戸、中明戸、上明戸、中和田、中河原、大字新井田字塩入下、鷹清水         |

| 実施後       | 実施年月日    | 実施前（太文字は字の全部、それ以外は字の一部）                                             |
| ------------ | ------------- | ------------------------------------------------------------------------------------------ |
| 類家四丁目   | 1997年3月18日 | 大字類家字谷地、古川頭、大和田、大字中居林字中谷地                                         |
| 類家五丁目   | 1997年3月18日 | 大字類家字大和田、上明戸、古川端、大字田向字水越、大字新井田字臥木河原                     |
| 南類家一丁目 | 1997年3月18日 | 類家二丁目、大字類家字谷地、申角下、大字中居林字中谷地、石渡                               |
| 南類家二丁目 | 1997年3月18日 | 大字類家字古川頭、大字中居林字中谷地、石渡、岡田、大字田向下谷地                           |
| 南類家三丁目 | 1997年3月18日 | 大字類家字古川頭、大和田、上明戸、古川端、大字中居林字中谷地、大字田向字下谷地、野堰、水越 |
| 南類家四丁目 | 1997年3月18日 | 大字田向字水越、野堰、大字新井田臥木河原                                                   |
| 南類家五丁目 | 1997年3月18日 | 大字田向字下谷地、野堰                                                                     |

| 実施後       | 実施年月日   | 実施前の字名（太文字は字の全部、それ以外は字の一部）                                                             |
| ------------ | ------------ | --- |
| 柏崎一丁目   | 1978年2月1日 | 内丸、大字廿八日町、大字柏崎新町、大字塩町、大字下大工町、大字常海町、大字柏崎字堀下、二間橋下、常海下、下谷地   |
| 柏崎二丁目   | 1978年2月1日 | 大字下大工町、大字柏崎新町、大字類家字古玄中寺、稲荷小路、堤端、館花下、館花                                     |
| 柏崎三丁目   | 1978年2月1日 | 大字柏崎新町、大字類家字新丁下、館花下、館花                                                                     |
| 柏崎四丁目   | 1978年2月1日 | 大字柏崎新町、大字塩町、大字下組町、大字柏崎字下谷地沖、明神林、下谷地、下谷地尻、新丁下、大字小中野町字上四ツ谷 |
| 柏崎五丁目   | 1978年2月1日 | 大字下組町、大字柏崎字下谷地尻、大字小中野町字下谷地尻、上四ツ谷、下四ツ谷、森ノ奥、大字類家字玄中寺下           |
| 柏崎六丁目   | 1978年2月1日 | 大字類家字館花、蟇平、新丁下、玄中寺下、蟇平尻                                                                   |
| 小中野一丁目 | 1978年2月1日 | 大字類家字玄中寺下、大字小中野町字下四ツ谷、森ノ奥、正部田、熊ノ林                                               |
| 小中野二丁目 | 1978年2月1日 | 大字類家字玄中寺下、蟇平尻、蟇平、前田                                                                           |
| 小中野三丁目 | 1978年2月1日 | 大字類家字前田、神明林、中条前、諏訪ノ後、大字小中野町字蟇館、正部田                                             |
| 小中野四丁目 | 1978年2月1日 | 大字小中野町字正部田、熊ノ林、折本、森ノ奥                                                                       |
| 小中野五丁目 | 1978年2月1日 | 大字小中野町字上左比代、折本、左比代、諏訪道、新丁、中条                                                         |
| 小中野六丁目 | 1978年2月1日 | 大字類家字諏訪ノ後、中条前、大字小中野町字中条、諏訪道、諏訪、蟇館、中道                                         |
| 小中野七丁目 | 1978年2月1日 | 大字小中野町字中道、諏訪河原、南横丁                                                                             |
| 小中野八丁目 | 1978年2月1日 | 大字小中野町字新堀、沼向、赤沼新田、北横町、南横丁、新丁、左比代、場尻、下河原、諏訪河原、中道                   |

### 義経伝説と「類家」
八戸には以下のような義経伝説が残されている。伝承によれば、『義経一行は岩手県の久慈から青森県の八戸にはいり、八戸では、館を構えて長期間滞在していた』とされている。また、『義経一行が八戸での滞在中、長旅の疲れから奥方が病気で亡くなり、その後、義経主従は青森に向かった』としている。旧小字の稲荷小路の由来となった類家稲荷大明神(現:藤ヶ森稲荷)は義経が勧請したとされ、参拝する際に烏帽子や狩衣を掛ける場所が無く、杭を立てて掛けた場所が旧小字の帽子屋敷とされる。

## 類家の由来
義経が八戸に来た際にこのとき構えた館に似ていた家屋を『義経様が住んでいた家屋と似ている家屋』つまり「類家」と呼んのだのがはじまりとされ、この由来は八戸地方で広く伝承されている。

## 教育
- 青森県立八戸東高等学校
- 千葉学園高等学校

## 企業
- ハシモトホーム
  - 2022年にパワハラが原因で社員が自殺し労災認定され、同社が社員に授与した「侮辱賞状」がメディアに報じられた[4]。